# Magyarkecel
Magyarkecel (románul: Meseșenii de Jos) falu Romániában, Szilágy megyében.

## Fekvése
A község a Meszes-hegység lábánál, a Krasznai medencében fekszik, teljes területe 62,86 km². Közigazgatásilag a következő falvak alkotják: Magyarkecel – a község központja, 12 km-re található Zilahtól – Egrespatak, Gurzófalva és Oláhkecel.

## Története
A falvak első írásos említései a XIII-XVI. századokból származnak (Magyarkecel – 1341, Oláhkecel – 1213, Egrespatak – 1361 és Gurzófalva – 1549). 
A községközpont Magyarkecel falu román neve az 1920-as évekig Cățălul Unguresc volt, majd a magyar jelző eltüntetésére 1956-ig várni kellett, így lett aztán Cățălușa (hangtani hasonlóság, nőstény kutyakölyköt jelent), azóta a mesterséges Meseșenii de Jos nevet viseli (tkp. alsómeszesfalva jelentéssel).

## Népesség és főbb gazdasági ágak
A község lakossága az utolsó népszámláláskor 3078 fő volt, ebből 67,22% román, 30,66% magyar és 2,12% cigány nemzetiségű.
A lakosság főbb gazdasági tevékenységei a földművelés, az állattenyésztés és a fafeldolgozás volt, idővel ezek a tevékenységek megapadtak.

## Híres emberek
Egrespatak kiemelkedő személyisége volt Marosi István református lelkész, aki 1680 körül megírta Szilágyságot tárgyaló munkáját, a Topica Descriptio Syilvaniae-t.

## Nevezetességek
A község turisztikai nevezetessége az oláhkeceli kénes és bikarbonátos vizű gyógyfürdő. Műemlékei közül kiemelkedik a magyarkeceli református templom, melyet a XVI. század elején Geréb László erdélyi katolikus püspök emeltetett. Mellette az 1775-ben épült harangláb.
Ez a falu szerepel Szilágyi István Kő hull apadó kútba című regényében Egrestelek néven.

## Külső hivatkozások
- Magyarkecel oldala a Megyei tanács honlapján